# Algérie aux Jeux olympiques d'été de 1980
L'équipe olympique d'Algérie participe pour la quatrième fois aux Jeux olympiques d'été, en 1980 à Moscou. Elle n'y remporte aucune médaille.

## Sportifs engagés
- La délégation algérienne a engagé 66 athlètes dont une femme
- Athlétisme : 10
- Dames : - (1) Sakina Boutamine
- Hommes : - (9) Habchaoui Rachid , Mada Abdelmadjid , Abdennouz El- Hachemi , Morceli Abderrahmane , Aidat Mehdi , Harek , Babaci Ahcène , Sahil et Belfaa Othmane .
- Boxe : (4)
- Aboud kamel , Sayed , Bouchiche, Belaouane . - Entraineur : Abdelkader Ould Mekhloufi .
- Escrime : (01)
- Hamou
- Football : (20)
- gardiens de buts : - Mourad Amara (JET), Yacine Bentalaa [MAHD ) et Rahmani (EPS ) .
- Défenseurs : - Larbès , Derouaz ,Kouici , Khedis , Mahiouz , Guendouz , Merzekane Horr .
- Milieux : - Gherib , Fergani (cap) , Belloumi , Yahi .
- Attaquants : - Assad , Madjer , Bensaoula , Menad , Bouhella .
- Entraineurs : - Khalef et Raykov
- Haltérophilie : - (03)
- Gouni , Ahmed Tarbi , Yousfi .
- Hand-ball : - (16)
- Gardiens de buts : - Farfar Ahmed , Bakir Abdellatif , Maachou Mohamed .
- joueurs de champs : - Hammiche Abdelkrim , Bouzerar Azeddine , Abdi , Mokhnache Mouloud , Azeb Omar , Alioui , Bergheul , Mokrani , Slimani , Hebri , Akkacha , Bendjemil Abdelkrim Djefal .
- Entraineur : Aziz Derouaz .
- Judo : - (03 )
- Moussa Ahmed , Benbrahim , Adda Berkane .
- Lutte : - ( 03 )
- Admane , Moualek , Hachaichi .
- Natation : - ( 05 )
- Yahiouche Djamel , Bendahmane , Yadi , Bitat Hakim , Halimi .